# Mount Freshfield
Mount Freshfield är ett berg i Kanada.   Det ligger på gränsen mellan Alberta och British Columbia, i den västra delen av landet, 3 100 km väster om huvudstaden Ottawa. Toppen på Mount Freshfield är 3 337 meter över havet.
Terrängen runt Mount Freshfield är huvudsakligen bergig, men österut är den kuperad.Trakten runt Mount Freshfield är nära nog obefolkad, med mindre än två invånare per kvadratkilometer.. Det finns inga samhällen i närheten. 
Trakten runt Mount Freshfield består i huvudsak av gräsmarker.